# Interstate 526
Pour les articles homonymes, voir Route 526.
L'interstate 526 est une autoroute inter-états auxiliaire de l'interstate 26 contournant la ville de Charleston, en Caroline du Sud. Elle a une longueur de 20 miles (32 km). 
La route sert notamment de voie de contournement pour le trafic de la US 17 qui évite ainsi le centre-ville de Charleston. Aussi, elle permet aux automobilistes de l'I-26 de se rendre dans les villes côtières au nord et au sud de Charleston. La route n'est pas complète puisque le terminus ouest est planifié pour s'étendre de 10 miles additionnels. Après le terminus est, la route continue comme une courte Business Route, l'I-526 BS.

## Description du tracé
La 526 part de l'ouest du centre-ville de Charleston, puis se dirige vers le nord pour traverser la rivière Ashley et ainsi entrer dans North Charleston. Elle frôle l'aéroport international de Charleston et croise l'interstate 26 en direction de Columbia ou du centre-ville de Charleston. Elle se dirige vers l'est pour traverser la rivière Cooper puis la rivière Wando, ce qui signifie qu'elle entre dans Mount Pleasant, banlieue Est de Charleston. Elle termine sa route à sa jonction avec l'US route 17, à Mount Pleasant, après avoir parcouru environ 20 miles autour de Charleston.
L'I-526 débute à un échangeur incomplet avec la US 17 (Savannah Highway) et la SC 7 (Sam Rittenberg Boulevard) dans le quartier de West Ashley à Charleston, au nord de la rivière Stono. L'autoroute passe au nord de Citadel Mall et croise la SC 461. L'I-526 croise la SC 61 et traverse la rivière Ashley pour entrer à North Charleston.
L'autoroute continue vers l'est et croise Montague Avenue et le International Boulevard. Après ces échangeurs, l'autoroute prend une courbe vers l'est et rencontre l'I-26. Elle passe au-dessus des rails de chemin de fer et rencontre Rivers Avenue, laquelle porte les numéros US 52 et US 78. L'Interstate passe au-dessus des marais le long de Filbin Creek. Un viaduc permet à l'autoroute de croiser à nouveau les rails pour rencontrer Rhett Avenue et Virginia Avenue. L'échangeur au niveau de Rhett Avenue présente un demi-tour pour permettre de relier Virginia Avenue à l'I-526 est.
L'I-526 traverse la rivière Cooper et entre dans le quartier Daniel Island. Elle croise Clements Ferry Road et Seven Farms Drive / River Landing Drive. L'autoroute continue au sud-est vers la rivière Wando et la ville de Mount Pleasant. Elle croise Long Point Road et se dirige vers le sud à Hobcaw Creek. Des rampes permettent de rejoindre la US 17 est avant que l'I-526 n'atteigne son terminus est. Un peu après, l'I-526 atteint son terminus est en croisant la US 17. Un échangeur permet d'accéder à cette route en direction ouest seulement. L'autoroute continue au-delà de cet échangeur comme I-526 Bus. et permet de rejoindre le centre de Mount Pleasant.

## Futur
La section manquante de l'I-526 a été l'objet d'études environnementales complétées en 2014. Plusieurs axes ont été étudiés pour le tracé. L'axe général est de prolonger la route au sud de la US 17 jusqu'à Johns Island et à l'est vers James Island, où elle croisera SC 30.
En 2016. le projet de prolongement de l'I-526 vers Johns Island et James Island a été abandonné, mais en 2021, le Département des transports de Caroline du Sud a ravivé le projet, planifiant commencer la construction en 2024.

## Liste des sorties
| Interstate 526    |                  |       |       |        | | |
| Comté             | Municipalité     | mi    | km    | Sortie | Intersections / Destinations                                                                          | Notes |
| Charleston        | Charleston       | 10,00 | 16,09 | 10     | US 17 (Savannah Highway) / SC 7 (en) (Sam Rittenburg Boulevard) – Savannah                            | Terminus ouest |
| Charleston        | Charleston       | 11,39 | 18,33 | 11     | SC 461 (en) (Paul Cantrell Boulevard / Glenn McConnell Parkway) vers SC 61 (en) (Ashley River Road)   | Indiqué sortie 11A (sud) et 11B (nord)                                                                                      |
| Charleston        | North Charleston | 13,91 | 22,39 | 14     | Leeds Avenue                                                                                          | |
| Charleston        | North Charleston | 14,74 | 23,72 | 15     | SC 642 (en) (Dorchester Road) / Paramount Drive                                                       | |
| Charleston        | North Charleston | 15,58 | 25,07 | 16     | Montague Avenue / International Boulevard – Aéroport international de Charleston                      | Indiqué sortie 16A (Montague Avenue / International Boulevard) et 16B (Aéroport) en direction est                           |
| Charleston        | North Charleston | 17,04 | 27,49 | 17     | I-26 – Charleston, Columbia                                                                           | Indiqué sortie 17A (est) et 17B (ouest) en direction ouest                                                                  |
| Charleston        | North Charleston | 17,65 | 28,40 | 18     | US 52 / US 78 (Rivers Avenue)                                                                         | Indiqué sortie 18A (est) et 18B (ouest)                                                                                     |
| Charleston        | North Charleston | 19,09 | 30,72 | 19     | North Rhett Avenue                                                                                    | Inclut un demi-tour pour sortir de l'I-526 ouest et entrer sur l'I-526 est                                                  |
| Charleston        | North Charleston | 19,39 | 31,21 | 20     | Virginia Avenue                                                                                       | Sortie direction est, entrée direction ouest; l'accès à l'I-526 est via sortie 19                                           |
| Berkeley          | Charleston       | 22,50 | 36,21 | 23     | Clements Ferry Road                                                                                   | Indiqué sortie 23A (sud) et 23B (nord) en direction est                                                                     |
| Berkeley          | Charleston       | 23,96 | 38,56 | 24     | River Landing Drive / Seven Farms Drive / Island Park Drive – Daniel Island                           | |
| Charleston        | Mount Pleasant   | 27,46 | 44,19 | 28     | Long Point Road                                                                                       | |
| Charleston        | Mount Pleasant   | 28,69 | 46,17 | 29     | US 17 nord – Georgetown                                                                               | Sortie direction est, entrée direction ouest                                                                                |
| Charleston        | Mount Pleasant   | 29,59 | 47,57 | 30     | US 17 (Johnnie Dodds Boulevard) / I-526 BS est (Chuck Dawley Boulevard) vers SC 703 (en) – Charleston | Terminus est; la route continue comme I-526 BS; pas d'accès de l'I-526 est vers US 17 nord et de US 17 sud vers I-526 ouest |
| - Accès incomplet |                  |       |       |        | | |

## Voir Aussi
- (en) Cet article est partiellement ou en totalité issu de l’article de Wikipédia en anglais intitulé « Interstate 526 » (voir la liste des auteurs).